# Nationaal park Eryri
Nationaal park Eryri (Engels: Snowdonia National Park, Welsh: Parc Cenedlaethol Eryri, sinds 2023 ook de enige officiële naam) is een bergachtig gebied in het noorden van Wales. Het is een nationaal park met een omvang van ongeveer 2170 km².
Het park is vernoemd naar de Yr Wyddfa in Welsh, met 1085 meter de hoogste berg in Wales. De hoogste berg van heel Groot-Brittannië is de Ben Nevis in Schotland met een hoogte van 1344 meter. Het is een fikse wandeling naar de top, maar er gaat een tandradbaan naar boven, die in een klein halfuur van Llanberis Station tot op enkele meters van de top rijdt. Het gebied staat bekend om de mooie uitzichten met veel bergen en is populair onder toeristen.
Het was het eerste gebied van Wales dat als nationaal park werd aangeduid, in 1951.
Er wordt door de inwoners van het nationaal park landbouw bedreven.

## Afbeeldingen

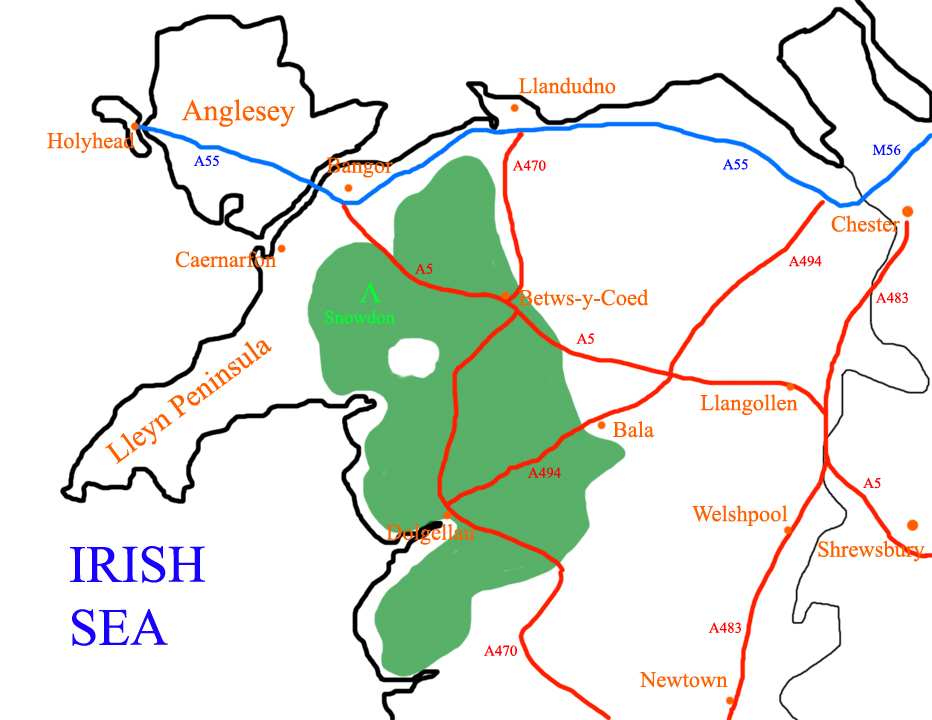
Kaart

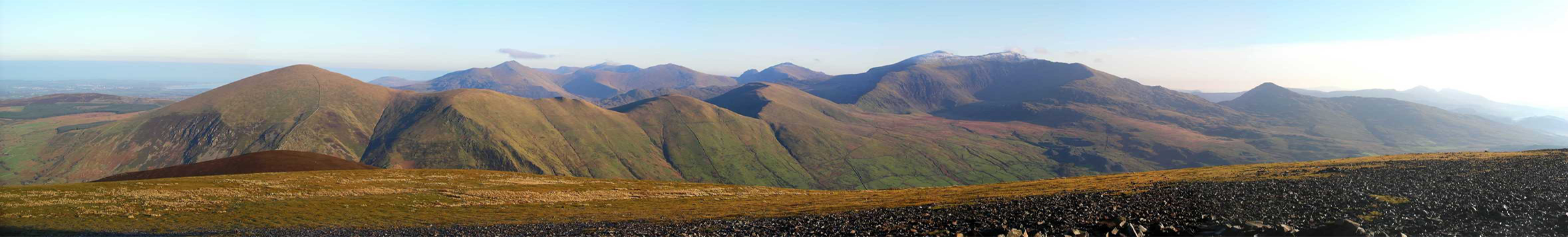
Panorama van een deel van het Yr Wyddfa (Snowdon) massief waaronder Snowdon, iets rechts van het midden, vanaf Mynydd Mawr. De bergketen Glyderau is in de verte zichtbaar.

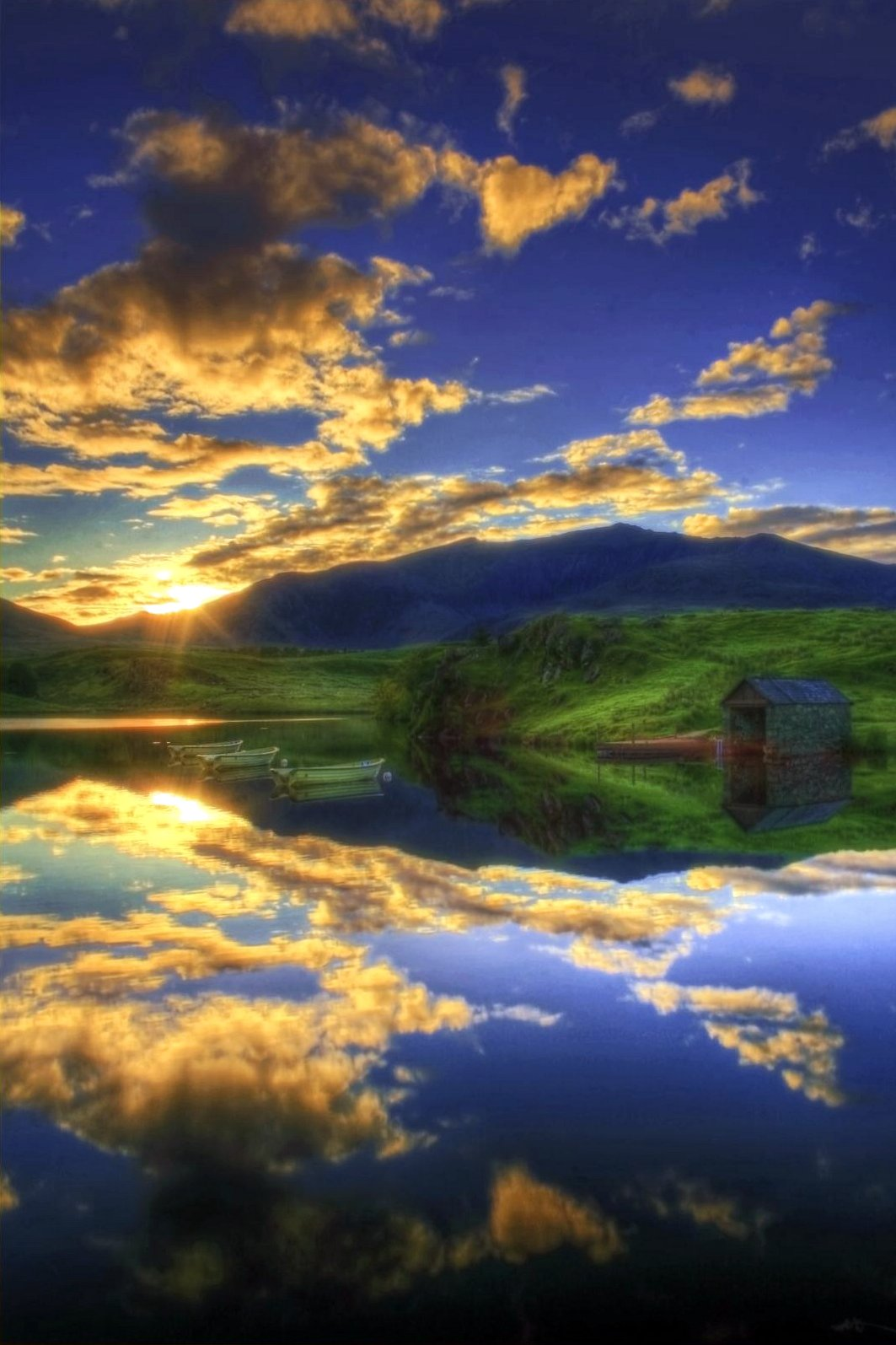
Snowdon bij zonsopgang langs Llyn Y Dywarchen